# Voicot
Voicot es una organización por los derechos de los animales. Su colectivo de activistas realiza intervenciones artísticas en la vía pública saboteando publicidades de la industria animal y el mobiliario urbano. Fue fundada por Malena Blanco y Federico Callegari en 2014 en Buenos Aires, Argentina.
Forman parte de The Save Movement donde realizan vigilias de animales en camino al matadero.

## Orígenes
La primera aparición de Voicot fue en la Fuck Fur Fashion Wild Posting de 2014, una contracumbre de la moda en Nueva York.
Han trabajado junto a Igualdad Animal, The Save Movement y The Health Save en actividades coordinadas. Cuentan con una guía de activismo llamada Difusíon V con instrucciones para los activistas que decidan hacer acciones directas bajo la marca de Voicot.

## Actividades y financiación
Voicot difunde periódicamente imágenes de maltrato animal capturadas en mataderos y otros espacios de la industria animal en su perfil de Instagram donde tienen 256 mil seguidores hasta octubre de 2021.
Se financia a través de la venta de remeras y camperas con diseños creados por el movimiento y sus participantes.